# Hiếu Nghĩa, Lữ Lương
Hiếu Nghĩa (chữ Hán giản thể: 孝义市, âm Hán Việt: Hiếu Nghĩa thị) là một thành phố cấp huyện thuộc địa cấp thị Lữ Lương, tỉnh Sơn Tây, Cộng hòa Nhân dân Trung Hoa. Thành phố Hiếu Nghĩa có diện tích 945,8 km², dân số năm 2002 là 420.000 người. Về mặt hành chính, thành phố Hiếu Nghĩa được chia ra thành 2 nhai đạo, 7 trấn và 5 hương. 
- Nhai đạo: Đông Hứa và Tân Nghĩa
- Trấn: Đoài Trấn, Dương Tuyền Khúc, Hạ Bảo, Tây Tân Trang, Cao Dương, Ngô Đồng, Trụ Bộc.
- Hương: Đại Hiếu Bảo, Hạ Sách, Dịch Mã, Nam Dương, Đỗ Thôn.